# Amos P. Granger
Amos Phelps Granger (* 3. Juni 1789 in Suffield, Connecticut; † 20. August 1866 in Syracuse, New York) war ein US-amerikanischer Politiker. Zwischen 1855 und 1859 vertrat er den Bundesstaat New York im US-Repräsentantenhaus. Der Kongressabgeordnete Francis Granger war sein Cousin.

## Werdegang
Amos Granger wurde ungefähr sechs Jahre nach dem Ende des Unabhängigkeitskrieges im Hartford County geboren. Er besuchte öffentliche Schulen. 1811 zog er nach Manlius (New York), wo er einige Jahre Bürgermeister der Stadt war. Während des nachfolgenden Britisch-Amerikanischen Krieges diente er als Captain bei Sackets Harbor und an der Kanadischen Grenze. Er zog 1820 nach Syracuse, wo er zahlreichen Unternehmungen nachging. Zwischen 1825 und 1830 war er Trustee von Syracuse. Während dieser Zeit war er für die Begrüßung von General Lafayette zuständig, als er Syracuse 1825 besuchte. 1852 nahm er als Delegierter an der Whig National Convention teil. Er schloss sich später der Opposition Party an. Bei den Kongresswahlen des Jahres 1854 für den 34. Kongress wurde Granger im 24. Wahlbezirk von New York in das US-Repräsentantenhaus in Washington, D.C. gewählt, wo er am 4. März 1855 die Nachfolge von Daniel T. Jones antrat. In der Folgezeit trat er der Republikanischen Partei bei. 1856 wurde er in den 35. Kongress gewählt. Da er auf eine erneute Wiederwahlkandidatur 1858 verzichtete, schied er nach dem 3. März 1859 aus dem Kongress aus. Granger zog sich von seinen aktiven Geschäftsaktivitäten zurück. Er verstarb ungefähr ein Jahr nach dem Ende des Bürgerkrieges und wurde dann auf dem Oakwood Cemetery beigesetzt.